# Theridion filum
Theridion filum är en spindelart som beskrevs av Claude Lévi 1963. Theridion filum ingår i släktet Theridion och familjen klotspindlar. Inga underarter finns listade i Catalogue of Life.